# イムヒルデ (小惑星)
イムヒルデ (926 Imhilde) は小惑星帯に位置する小惑星である。ハイデルベルクのケーニッヒシュトゥール天文台でカール・ラインムートによって発見された。
5月15日が祝日の聖イムヒルデにちなんで命名された。